# Katascaphius sturanus
Katascaphius sturanus är en kräftdjursart som beskrevs av Karl Wilhelm Verhoeff1936. Katascaphius sturanus ingår i släktet Katascaphius och familjen Trichoniscidae. Inga underarter finns listade i Catalogue of Life.